# 堀米庸三
堀米 庸三（ほりごめ ようぞう、1913年2月24日 - 1975年12月22日）は、山形県河北町生まれの歴史家。専攻は西洋中世史。

## 経歴
1913年、山形県中央部の西村山郡河北町生まれ。上京し1930年に東京市の旧制芝中学校を卒業し、旧制第一高等学校を受験するも失敗。失意の内に故郷山形に帰省中、ブラジル移住を志す。しかし家族の説得により断念。一念発起し、翌年一高合格した。1934年に一高を卒業し、1937年に東京帝国大学文学部西洋史学科を卒業。
1941年に 神戸商業大学予科講師となった、翌1942年に教授。1947年（昭和22年）に北海道大学法文学部助教授、1951年に北海道大学文学部教授を経て、1956年東京大学文学部教授。1958年ハーバード大学へ滞在。1969年に東京大学文学部長、学園紛争の処理に当たった。1973年に東京大学を退官し名誉教授となった。1975年12月22日、肺癌のため逝去。墓地は鎌倉市二階堂の鷲峰山覚園寺にある

## 受賞・栄典
- 1976年：編著『西欧精神の探究』で毎日出版文化賞受賞。

## 研究内容・業績

### 門下生、同僚
- 門下生には、石川武（北海道大学名誉教授）、木村尚三郎（東京大学名誉教授）、渡邊昌美（高知大学名誉教授）、二宮宏之（フェリス女学院大学名誉教授）、堀越孝一（学習院大学名誉教授）、直居淳、城戸毅（東京大学名誉教授）、樺山紘一（東京大学名誉教授）、渡辺節夫などがいる。
- 同僚には、同年生まれの林健太郎　がいる。

## 家族ほか
- 姪：堀米ゆず子 - ヴァイオリニスト。
- 生家は河北町に寄贈改修され紅花資料館となった。

## 著作
西洋史学史や文明批評・随想も刊行した。

### 単著
- 『中世国家の構造　社会構成史体系3』（日本評論社、1949年）
- 『西洋中世世界の崩壊』（岩波書店［岩波全書］、1958年、新装版2005年）
- 『正統と異端　ヨーロッパ精神の底流』（中公新書、1964年／改訂・中公文庫、2013年、樺山紘一解説）
- 『歴史をみる眼』（日本放送出版協会［NHKブックス］、1964年、新装版2014年）
- 『歴史と人間』（日本放送出版協会［NHKブックス］、1965年）
- 『中世の光と影』（「世界の歴史7」文藝春秋、1967年／講談社学術文庫（上下）、1978年）
- 『歴史の意味』（中央公論社［中公叢書］、1970年）
- 『歴史家のひとり旅』（新潮社、1971年）
- 『ヨーロッパ歴史紀行』（潮出版社、1973年／筑摩書房［筑摩叢書］、1981年）
- 『歴史と現在』（中公叢書、1975年）
- 『紀行と随想』（近藤出版社、1976年）、以下は遺著
- 『ヨーロッパ中世世界の構造』（岩波書店、1976年）
- 『わが心の歴史』（新潮社、1976年）

### 共編著
- 『中世ヨーロッパ　世界の歴史3』（中央公論社、1961年、新装版・中公バックス、1983年。中公文庫、1974年）。堀越孝一と
- 『世界の歴史8 ヨーロッパ封建社会』（筑摩書房、1961年）、責任編集
- 『現代歴史学入門』（有斐閣双書、1965年）、同上
- 『世界の名著55　ホイジンガ』（中央公論社、1967年、新装版・中公バックス、1979年。単行判1971年）、責任編集「中世の秋」堀越孝一訳
- 『人間の世紀 第2巻 歴史としての現代』（潮出版社、1971年）、編者代表
- 『歴史学のすすめ　学問のすすめ11』（筑摩書房、1973年）、同上
- 『中世の森の中で　生活の世界歴史6』（河出書房新社、1975年、新装版1980年。河出文庫、1991年）。寄稿は木村尚三郎・堀越孝一・渡辺昌美
- 『西欧精神の探求－革新の十二世紀』木村尚三郎共編[7]（日本放送出版協会、1976年。新編・NHKライブラリー（上下）、2001年）
- 『ヨーロッパ世界の成立　世界の歴史8』堀越孝一と[8]（講談社、1977年）

### 論文（一部）
- 「テオドール・マイヤーの独逸近代国家成立論について」『史学雑誌』51-1、1940年
- 「西洋における封建制と国家」『思想』302号、1949年、67-77頁
- 「中世後期における国家権力の形成」『史学雑誌』62-2、1953年、94-138頁
- 「ドイツにおけるモヌメンタ・ゲルマニエ・ヒストリカ編纂刊行の沿革」『日本歴史』194、1964年

### 訳書
- 『十九世紀ドイツフランス史　ランケ選集』三省堂および千代田書房（全7巻、1940年代に刊）、訳者の一員
- ゲオルグ・フォン・ベロウ『独逸中世農業史』創元社、1944年
  - 『ドイツ中世農業史』創文社、1955年。講談社「創文社オンデマンド叢書」（電子書籍での再刊）、2025年
- マルク・ブロック『封建社会』監訳、岩波書店、1995年、新版2008年

## 関連資料
- 樺山紘一「堀米庸三」『山形の先達者（1）』（山形県生涯学習人材育成機構、1999年）、189-228頁
- 『西洋中世世界の展開－堀米庸三先生還暦記念論集』東京大学出版会、1973年

## 参考情報
- “物故者記事”.  独立行政法人国立文化財機構東京文化財研究所. 2017年12月27日閲覧。
- 山形県立図書館での案内